# 長島 (阿拉巴馬州)
長島（英語：Long Island）是一個位於美國阿拉巴馬州傑克遜縣的非建制地區。該地的面積和人口皆未知。

## 地理
長島的座標為34°46′11″N 85°41′40″W / 34.76972°N 85.69444°W，而該地的平均海拔高度為197米（即646英尺）。